# Pteromalus arenarius
Pteromalus arenarius is een vliesvleugelig insect uit de familie Pteromalidae. De wetenschappelijke naam is voor het eerst geldig gepubliceerd in 1998 door Dzhanokmen.